# Tranvia Milano-Gallarate
La tranvia Milano-Gallarate era una linea tranviaria extraurbana che collegava la città di Milano ai principali comuni dell'Altomilanese (Legnano, Busto Arsizio e Gallarate) tra il 1880 e il 1966.
In tempi successivi vennero attivate due diramazioni da Gallarate a Cassano Magnago e Lonate Pozzolo.

## Storia

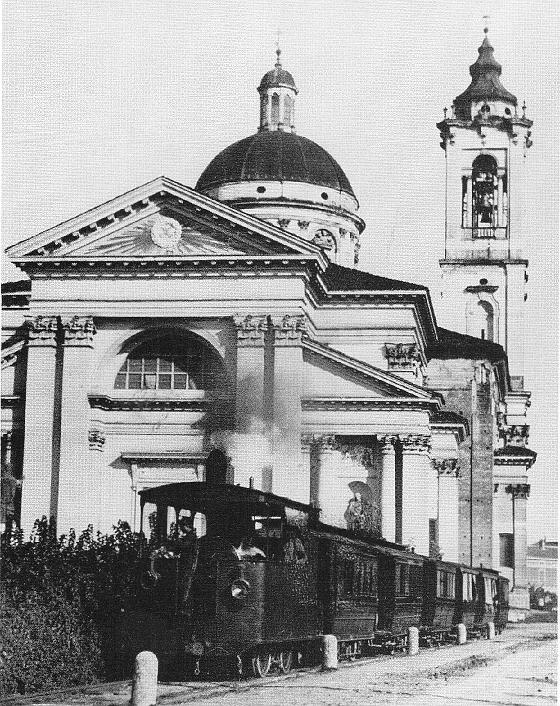
Un tram a vapore in transito davanti al Santuario di Rho nel 1910

Un comitato per la realizzazione di un collegamento fra Milano e i Comuni dell'Alto Milanese fu fondato nel gennaio del 1878 allo scopo di superare i limiti del servizio di carrozze a cavalli che, chiamata velociu in dialetto legnanese, percorreva a quel tempo la strada del Sempione.
Concessa con atto del 17 marzo 1880, la nuova tranvia a vapore fu inaugurata il 15 settembre 1880 nel primo tratto Milano-Legnano, a cura della belga Società Anonima delle tramvie e delle ferrovie economiche di Roma, Milano e Bologna (STFE), fondata nel 1877. Il tracciato aveva una lunghezza complessiva di circa 25 km.
In considerazione dell'alto grado di industrializzazione dell'area servita, il traffico si mostrò da subito sostenuto rendendo la linea remunerativa.
Il 25 aprile 1881 il servizio tranviario venne esteso sino alla città di Gallarate e la tranvia assunse dunque il nome completo.
Nel 1889 la STFE cambiò nome in Società per le tramvie e le ferrovie economiche di Roma, Milano e Bologna (TFE).
Nel 1913, la Società Trazione & Imprese Elettriche (STIE) acquisì dalla società belga la concessione, ottenendo dal governo italiano la possibilità di provvedere all'elettrificazione della linea a seguito del regio decreto 6 novembre 1913, n. 1340.
La nuova impresa esercente decise di adottare un sistema di alimentazione in corrente continua con una tensione di 750 volt. L'elettrificazione del tronco Milano-Busto Arsizio avvenne nel corso del 1915, mentre il collaudo si tenne il 12 giugno dello stesso anno. Il resto della linea fu elettrificato il 31 dicembre 1927.
Nei primi anni Trenta la linea si estese ad altri comuni dell'Alto Milanese: il 10 luglio 1931 aprì la tratta Cassano Magnago-Gallarate-Samarate, prolungata l'11 febbraio 1933 con l'apertura del tronco Samarate-Lonate Pozzolo.
Il 1º ottobre 1951 venne soppressa la tratta tra Legnano e Gallarate, e le due diramazioni per Cassano Magnago e Lonate Pozzolo, mentre la chiusura definitiva reca la data 18 gennaio 1966. La Milano-Gallarate fu l'ultima tranvia in concessione all'industria privata della Lombardia.

## Caratteristiche
| Unknown route-map component "uexKBHFa" |

| Unknown route-map component "uexHST" |

| Unknown route-map component "uexHST" |

| Unknown route-map component "uexBHF" |

| Unknown route-map component "uexSKRZ-Au" |

| Unknown route-map component "CONTgq" | Unused waterway under railway bridge | Unknown route-map component "CONTfq" |

| Unknown route-map component "uexBHF" |

| Unknown route-map component "uexHST" |

| Unknown route-map component "uexBHF" |

| Unknown route-map component "uexBHF" |

| Unknown route-map component "uexBHF" |

| Unknown route-map component "uexBHF" |

| Unknown route-map component "uexWBRÜCKE1" |

| Unknown route-map component "uexBHF" |

| Unknown route-map component "uexHST" |

| Unknown route-map component "uexBHF" |

| Unknown route-map component "exCONTgq" | Unknown route-map component "uexmCRS" | Unknown route-map component "exCONTfq" |

| Unknown route-map component "uexBHF" |

| Unknown route-map component "CONTgq" | Unused waterway under railway bridge | Unknown route-map component "CONTfq" |

| Unknown route-map component "uexBHF" |

| Unknown route-map component "uexBHF" |

| Unknown route-map component "uexHST" |

| Unknown route-map component "uexBHF" |

|  | Unknown route-map component "uexABZg+l" | Unknown route-map component "uexCONTfq" |

| Unused urban continuation forward |

| Unknown route-map component "uexKBHFa" |

| Unknown route-map component "uexHST" |

| Unknown route-map component "uexSKRZ-Au" |

| Unknown route-map component "uexHST" |

| Unknown route-map component "CONTgq" | Unused waterway under railway bridge | Unknown route-map component "CONTfq" |

| Unknown route-map component "uexBHF" |

|  | Unknown route-map component "uexABZgl" | Unknown route-map component "uexCONTfq" |

| Unknown route-map component "uexBHF" |

| Unknown route-map component "uexBHF" |

| Unknown route-map component "uexBHF" |

| Unknown route-map component "uexBHF" |

| Unknown route-map component "uexBHF" |

| Unknown route-map component "uexKBHFe" |

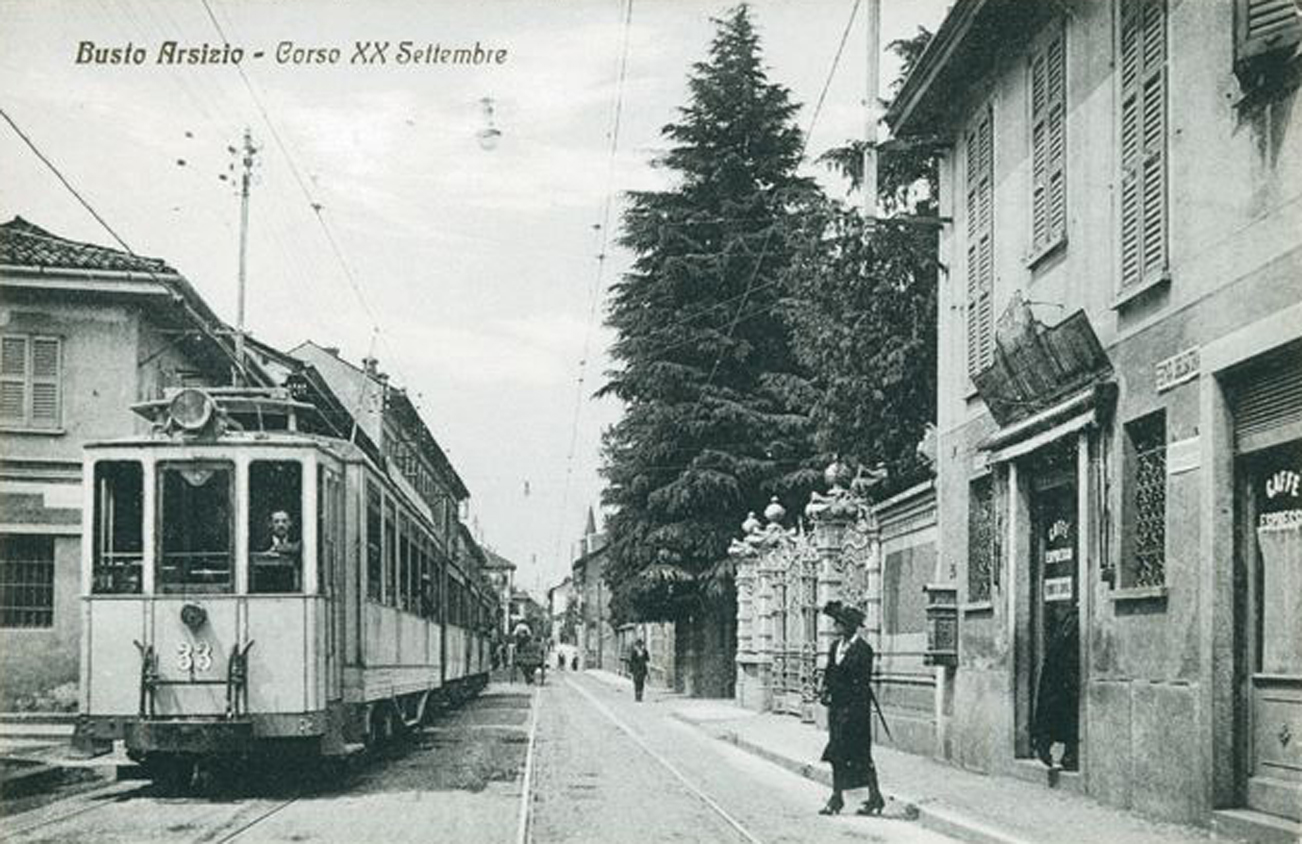
Doppio binario in via XX Settembre a Busto Arsizio

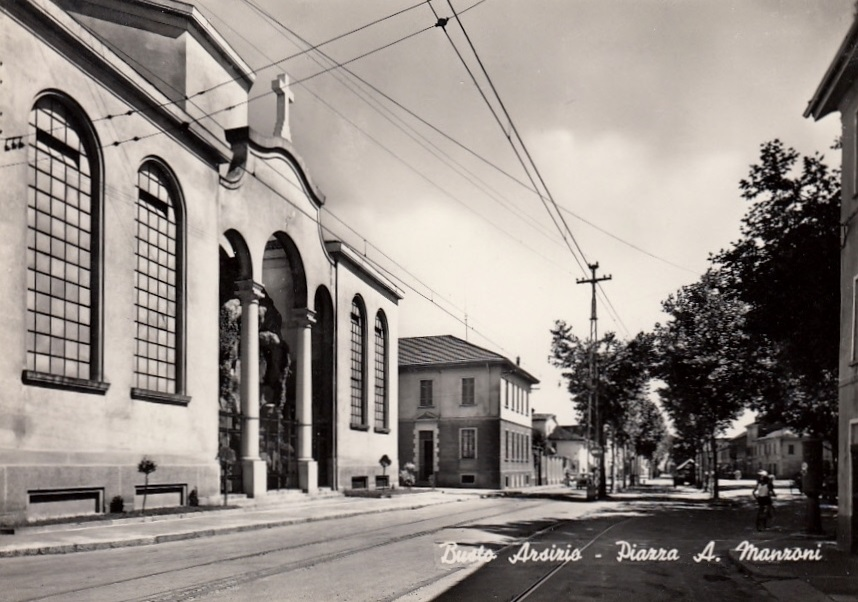
Doppio binario piazza Manzoni a Busto Arsizio

La linea era una tranvia a binario prevalentemente singolo, a scartamento ordinario da 1445 mm: i tram s'incrociavano in punti precisi stabiliti dall'orario. A Busto Arsizio i punti di incrocio a due binari erano due: uno si trovava in via XX Settembre e il secondo in piazza Manzoni. La lunghezza tra Milano e Gallarate era di 38,861 km, di cui 2,5 in comune dal 1933 con la rete tranviaria di Milano, mentre la tratta Cassano Magnago-Gallarate-Lonate Pozzolo misurava 12,485 km.
Il servizio era svolto in origine da motrici a vapore trainanti carrozze di prima e seconda classe. Il tram aveva una velocità massima, concessa dalla provincia di Milano sui percorsi extraurbani, di 15 km/h, mentre negli attraversamenti urbani il convoglio doveva procedere a passo d'uomo per cui veniva accompagnato da un "avvisatore" con campanello che si occupava dell'allontanamento delle persone dai binari.
Per l'armamento della linea in origine furono impiegate rotaie Vignoles da 26 kg/m. Dopo l'elettrificazione esse furono sostituite da altre dal peso di 30 kg/m; in certi tratti furono applicate anche rotaie da 36 kg/m. Il raggio minimo delle curve, che ammontavano a un totale di 8,3 km, non scendeva al di sotto dei 40 metri.

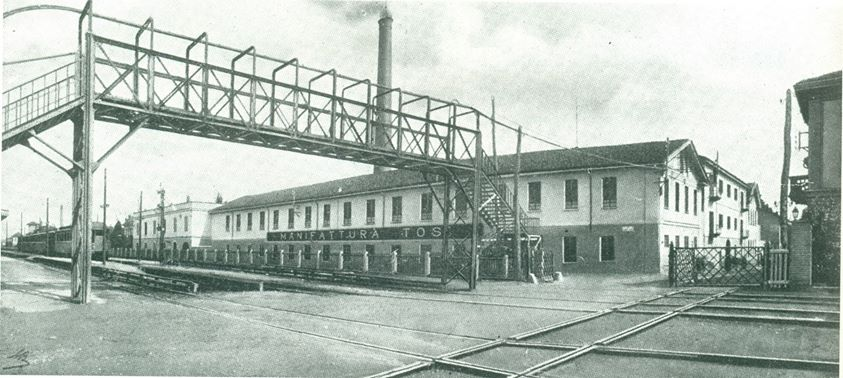
L'intersezione della tranvia con la ferrovia Domodossola-Milano, a Busto Arsizio nei pressi della vecchia stazione

Dalle 5 coppie di corse delle origini, si passò a corse orarie dopo l'attivazione della trazione elettrica: alcune corse di rinforzo erano denominate "treni operai" e prevedevano composizioni più robuste e, talvolta, percorso limitato rispetto all'intera linea Gallarate-Milano.
Oltre al servizio viaggiatori, sulla linea si svolgeva anche quello merci: numerosi furono i raccordi industriali con diversi opifici, soprattutto nella zona dell'Alto Milanese. Oltre ai carri a sagoma tranviaria, sulla linea Gallarate-Lonate Pozzolo potevano viaggiare anche i carri ferroviari, trainati da un locomotore apposito fornito contestualmente all'attivazione della nuova tratta.

### Percorso

Corso Sempione a Legnano nel 1950. Sulla destra, costeggiante l'ospedale civile di Legnano, i binari della tranvia Milano-Gallarate

Festa del 1º maggio nel deposito Canazza di Legnano della tranvia Milano-Gallarate (1946)

Il capolinea milanese era situato in via Cusani, e risultava in comune con quello della tranvia Milano-Saronno-Tradate il cui percorso risultava comune alla linea per Gallarate fino a via Plana; in piazza Firenze, ai tempi denominata rondò della Cagnola, all'angolo con corso Sempione era presente un deposito per i rotabili sociali. I binari della Rete Mediterranea venivano incrociati nel tratto fra la primitiva Stazione Centrale e lo scalo Sempione, e poco più avanti si incrociava la linea delle "Nord" per Saronno; il binario della tranvia per l'Alto Milanese all'altezza di piazzale Accursio imboccava via Gallarate per impegnare la strada Gallaratese attraversando Pero, Rho, Nerviano, San Lorenzo, San Vittore e Legnano, in cui l'originario capolinea provvisorio sorgeva a Legnanello.

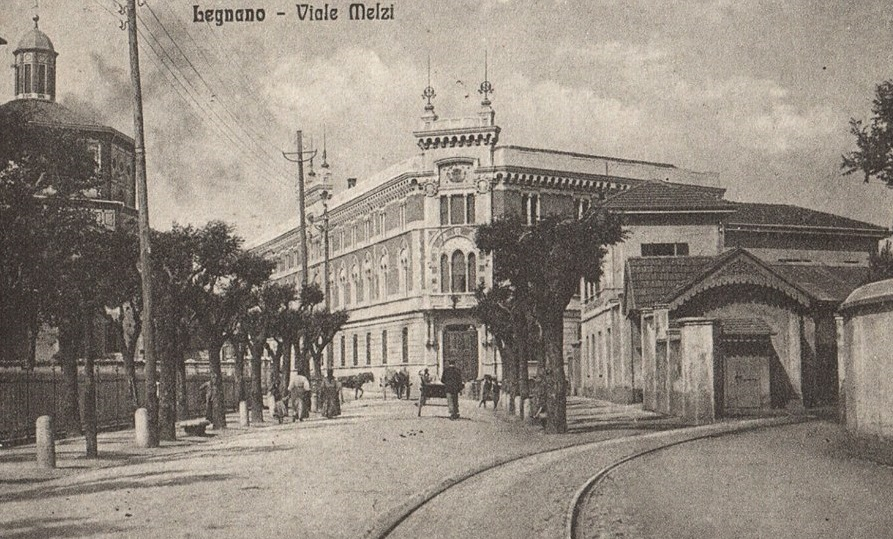
Sulla destra, stazione della tranvia Milano-Gallarate a Legnano lungo l'allora via Melzi (poi via Matteotti) in una foto del 1919

L'attraversamento di Legnano avveniva attraverso la viabilità cittadina, raggiungendo la tranvia il corso Sempione solo all'ingresso di Castellanza, dov'era presente un tratto in sede propria lungo circa 550 metri.
Ulteriori tratti completamente in sede propria erano quello nella periferia nord di Busto Arsizio (poi viale Repubblica) e quello tra Samarate e Lonate Pozzolo.
Il capolinea milanese fu arretrato nel 1902 all'Arena Civica, e due anni dopo all'inizio di corso Sempione, nei pressi dell'Arco della Pace. Nel 1933 il capolinea fu ulteriormente arretrato a corso Sempione angolo via Prina, e la linea tra via Procaccini e piazzale Accursio percorreva i binari delle tranvie urbane milanesi.
I depositi principali si trovavano a Milano (isolato tra corso Sempione, via Procaccini e via Prina) e Legnano (nei pressi del vecchio ospedale, lungo corso Sempione). Altre tre rimesse si trovavano rispettivamente a Rho (vicino al cimitero, lungo corso Europa), a Busto Arsizio, tra via Mazzini, via Ugo Foscolo e via Concordia, e a Gallarate, nell'area di stazione di piazza San Lorenzo.

## Materiale rotabile

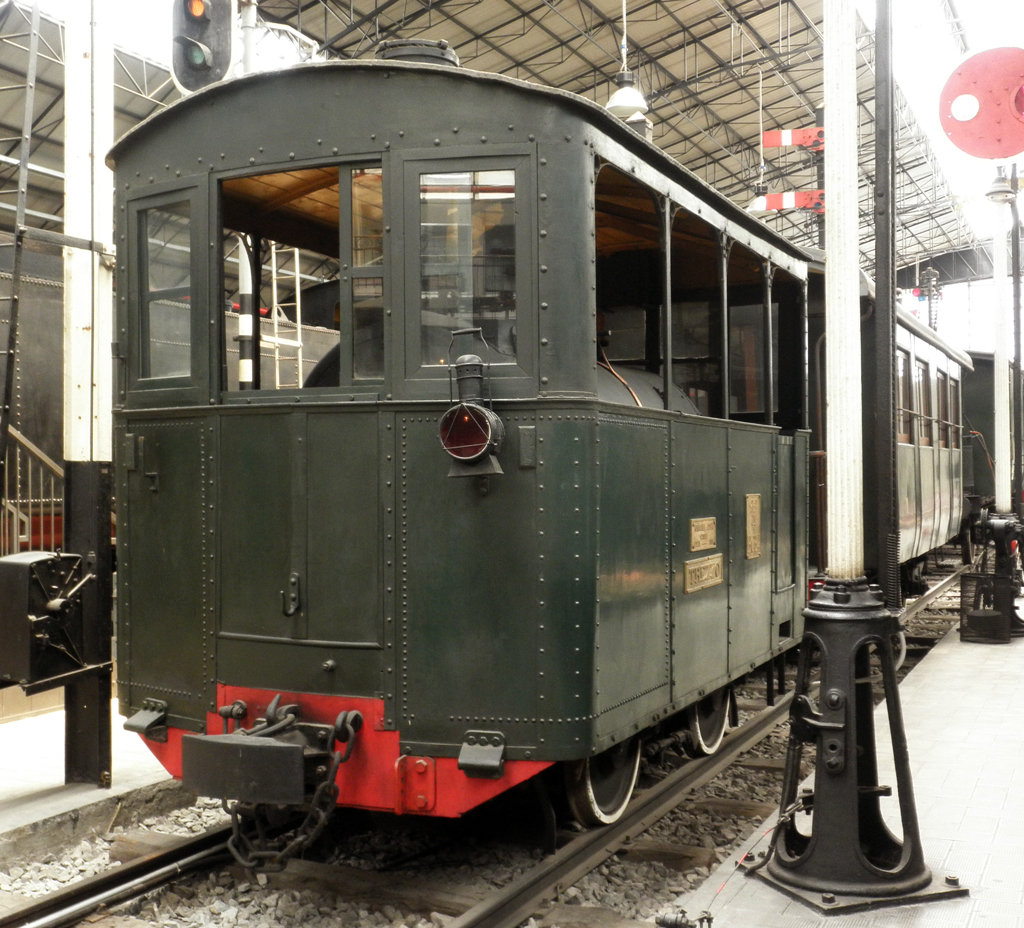
Locomotiva Henschel esposta al Museo Leonardo da Vinci

Deposito STIE della tranvia Milano-Gallarate situato all'angolo tra corso Sempione e via Canazza a Legnano e in seguito acquistato dall'adiacente ospedale civile per consentirne l'ampliamento

In origine furono acquisite sette locomotive a vapore tranviarie a due assi di costruzione Henschel & Sohn e trenta carrozze a due assi; le locomotive, importate in Italia nel 1881 dalla Cerimedo & C., avevano i numeri di costruzione 1061, 1064, 1065, 1073, 1074, 1223 e 1224.
A tali rotabili se ne aggiunsero altri raggiungendo nel 1913 la quantità di tredici locomotive, quaranta carrozze e quattro bagagliai. Nel 1915 furono messi in servizio i primi mezzi elettrici: cinque motrici passeggeri a carrelli e sei piccole locomotive a due assi destinate al traino di merci e treni passeggeri "operai". Tutti i mezzi erano costruiti dalla Breda con parte elettrica TIBB.
Con l'attivazione della Busto Arsizio-Gallarate, avvenuta il 29 dicembre 1927 furono immesse in servizio altre cinque motrici passeggeri (due nel 1925 e tre nel 1927, costruite dalla Magliola con equipaggiamento elettrico TIBB), corredate da una decina di rimorchiate a carrelli. Tutto il parco acquisì a quel tempo la colorazione crema prevista per i mezzi extraurbani. Un ultimo tram fu acquisito nel 1932 in occasione del prolungamento nel Gallaratese, insieme al locomotore 7, dotato anche di gancio e respingenti per il traino di carri merci ferroviari, entrambi costruiti dalla Carminati & Toselli.
La locomotiva a vapore n. 34, ceduta alla tranvia Monza-Trezzo-Bergamo, è conservata presso il museo nazionale della scienza e della tecnica di Milano.